# Championnat d'Irlande du Nord féminin de football 2023
Navigation
Édition précédente Édition suivante
La saison 2023 du Championnat d'Irlande du Nord féminin de football Women's Premier League est la vingtième saison du championnat. Le Cliftonville Ladies Football Club vainqueur de l'édition précédente remet son titre en jeu. Deux nouvelles équipes intègrent le championnat Larne et Ballymena. La compétition passe donc de huit à dix équipes. 

## Organisation
Le championnat rassemble pour la première fois dix équipes. Au terme de la saison 2022 deux équipes sont intégrées. Il s'agit du Larne FC Women et du Ballymena United FC. Ces deux équipes ont terminé aux deux premières places du Championship, la deuxième division nord-irlandaise. Mais ces montées ne sont pas automatiques. Elles ont été acceptées, sur dossier, par la Ligue nord-irlandaise dans sa volonté d'augmenter le nombre de participantes et d'accompagner ainsi la professionnalisation de la compétition.

## Les clubs participants
| \| Glentoran Crusaders Linfield Cliftonville Sion Swifts Derry City Mid Ulster Lisburn Larne Ballymena \| Localisation des clubs engagés dans le championnat. |
| Glentoran Crusaders Linfield Cliftonville Sion Swifts Derry City Mid Ulster Lisburn Larne Ballymena                                                           |

Ce tableau présente les six équipes qualifiées pour disputer le championnat. 
| Club                                       | Manager         | Stade                 | Capacité | Ville       |
| ------------------------------------------ | --------------- | --------------------- | -------- | ----------- |
| Ballymena United Football Club Women       |                 | The Showgrounds       | 7 500    | Ballymena   |
| Cliftonville Ladies Football Club          | John McGrady    | Stade de Solitude     | 3 054    | Belfast     |
| Crusaders Strikers Football Club           | Jonny Tuffey    | Seaview               | 3 383    | Belfast     |
| Derry City Ladies Football Club            | Ryan McConville | Prehen Playing Fields | -        | Londonderry |
| Glentoran Women's Football Club            | Billy Clarke    | The Oval              | -        | Belfast     |
| Larne Football Club Women                  |                 | Inver Park            | 6 000    | Larne       |
| Linfield Ladies Football Club              | Phil Lewis      | Midgley Park          | -        | Belfast     |
| Lisburn Ladies Football Club               |                 | Bluebell Stadium      | -        | Lisburn     |
| Mid Ulster Ladies Football Club            | Noel Mitchell   |                       | -        | Cookstown   |
| Sion Swifts Ladies And Girls Football Club | Tony McGinley   | Melvin Sports Complex | 2 000    | Strabane    |

## Compétition

### La pré-saison
Le 6 mars 2023 les fédérations irlandaises et nord-irlandaises annoncent la création d'une compétition regroupant des équipes de toute l'île d'Irlande. Cette compétition All-Island doit se dérouler  lors des mois de juin et de juillet, au moment de l'interruption des championnats pour cause de Coupe du monde féminine en Australie et en Nouvelle-Zélande. Elle regroupera seize équipes, onze issues un championnat irlandais et cinq du championnat nord-irlandais. Les équipes participantes sont Cliftonville, Crusaders, Derry City, Glentoran et Linfield pour l'Irlande du Nord et Athlone Town, Bohemians, Cork City, DLR Waves, Galway United, Peamount United, Shamrock Rovers, Shelbourne, Sligo Rovers, Treaty United et Wexford Youths pour l'Irlande. Les équipes sont réparties en 4 poules de 4, les premières de chaque groupe sont qualifiées pour les demi-finales. Cette compétition est nommée Avenir Sports Women's All-Island Cup

### Classement
| Rang | Équipe                | Pts | J  | G  | N | P  | Bp  | Bc | Diff |
| ---- | --------------------- | --- | -- | -- | - | -- | --- | -- | ---- |
| 1    | Glentoran Women's     | 50  | 18 | 16 | 2 | 0  | 101 | 7  | +94  |
| 2    | Cliftonville Ladies T | 44  | 18 | 14 | 2 | 2  | 104 | 10 | +94  |
| 3    | Crusaders Strikers    | 39  | 18 | 13 | 0 | 5  | 42  | 21 | +21  |
| 4    | Sion Swifts Ladies    | 37  | 18 | 12 | 1 | 5  | 58  | 24 | +34  |
| 5    | Linfield Ladies       | 32  | 18 | 10 | 2 | 6  | 58  | 24 | +34  |
| 6    | Lisburn LFC           | 22  | 18 | 7  | 1 | 10 | 28  | 50 | -22  |
| 7    | Larne FCW P           | 16  | 18 | 5  | 1 | 12 | 21  | 84 | -63  |
| 8    | Derry City Ladies     | 9   | 18 | 3  | 0 | 15 | 22  | 80 | -58  |
| 9    | Mid-Ulster            | 7   | 18 | 1  | 4 | 13 | 13  | 74 | -61  |
| 10   | Ballymena United W P  | 6   | 18 | 1  | 3 | 14 | 11  | 84 | -73  |

| Légende : Qualifications et relégations | Légende : Qualifications et relégations                                                                                    |
| --------------------------------------- | --- |
|                                         | Ligue des champions féminine de l'UEFA 2024-2025                                                                           |
|                                         | Barrage de relégation |
|                                         | Relégation |
|                                         | T : Tenant du titre P : Promu C : Vainqueur de la Coupe d'Irlande du Nord 2023 CL : Vainqueur de la Coupe de la Ligue 2023 |

### Résultats
| Résultats (▼dom., ►ext.)                                   | BAL  | CFT  | CRU | DER  | GBU | LAR  | LIN | LIS | MID | SIS |
| Ballymena United                                           |      | 0-6  | 1-6 | 2-4  | 0-9 | 2-2  | 0-2 | 1-3 | 2-2 | 0-6 |
| Cliftonville Ladies                                        | 15-0 |      | 1-2 | 8-1  | 2-2 | 10-0 | 6-1 | 2-0 | 7-0 | 1-0 |
| Crusaders Strikers                                         | 3-0  | 3-1  |     | 5-0  | 0-3 | 4-0  | 2-0 | 0-1 | 3-0 | 4-0 |
| Derry City Ladies                                          | 2-3  | 0-9  | 0-2 |      | 0-6 | 2-3  | 1-8 | 2-5 | 4-1 | 0-4 |
| Glentoran Belfast United                                   | 11-0 | 1-1  | 5-0 | 11-0 |     | 10-0 | 2-0 | 8-1 | 5-0 | 4-1 |
| Larne                                                      | 1-0  | 0-12 | 0-1 | 1-2  | 0-7 |      | 0-4 | 2-5 | 4-1 | 1-5 |
| Linfield Ladies                                            | 5-0  | 0-2  | 5-2 | 3-1  | 2-3 | 8-0  |     | 5-0 | 7-0 | 1-1 |
| Lisburn LFC                                                | 3-0  | 0-3  | 1-3 | 3-1  | 0-5 | 2-3  | 0-5 |     | 1-1 | 0-6 |
| Mid-Ulster                                                 | 0-0  | 0-14 | 0-5 | 2-0  | 0-6 | 2-4  | 2-2 | 0-2 |     | 0-3 |
| Sion Swifts                                                | 4-0  | 1-4  | 3-0 | 4-2  | 0-3 | 7-0  | 5-1 | 3-1 | 5-2 |     |
| - Victoire à domicile - Match nul - Victoire à l'extérieur |      |      |     |      |     |      |     |     |     |     |

### Meilleures buteuses
| Place              | Joueuse            | Club         | Buts |
| ------------------ | ------------------ | ------------ | ---- |
| Médaille d'or      | Kerry Beattie      | Glentoran    | 28   |
| Médaille d'argent  | Marissa Callaghan  | Cliftonville | 20   |
| Médaille de bronze | Caitlin McGuinness | Cliftonville | 17   |
| 4                  | Joely Andrews      | Glentoran    | 14   |
| -                  | Danielle Maxwell   | Cliftonville | 14   |
| -                  | Keri Halliday      | Linfield     | 14   |
| -                  | Emily Wilson       | Glentoran    | 14   |
| 8                  | Kirsty McGuinness  | Cliftonville | 12   |
| 9                  | Hollie Johnston    | Larne        | 10   |
| -                  | Claire Shaw        | Cliftonville | 10   |

## Bilan de la saison
| Championnat d'Irlande du Nord féminin de football 2023        |                                            |
| Champion                                                      | Glentoran Women's Football Club (9e titre) |
| Dauphin                                                       | Cliftonville Ladies                        |
| Qualifications continentales                                  |                                            |
| Ligue des champions féminine de l'UEFA 2024-2025              | Glentoran Women's Football Club            |
| Promotions et relégations                                     |                                            |
| Promus en Championnat d'Irlande du Nord féminin de football   | Lisburn Rangers Ladies FC & Girls Academy  |
| Relégués en Championnat d'Irlande du Nord féminin de football | Ballymena United Football Club Women       |